# 웨스트엔드 연극

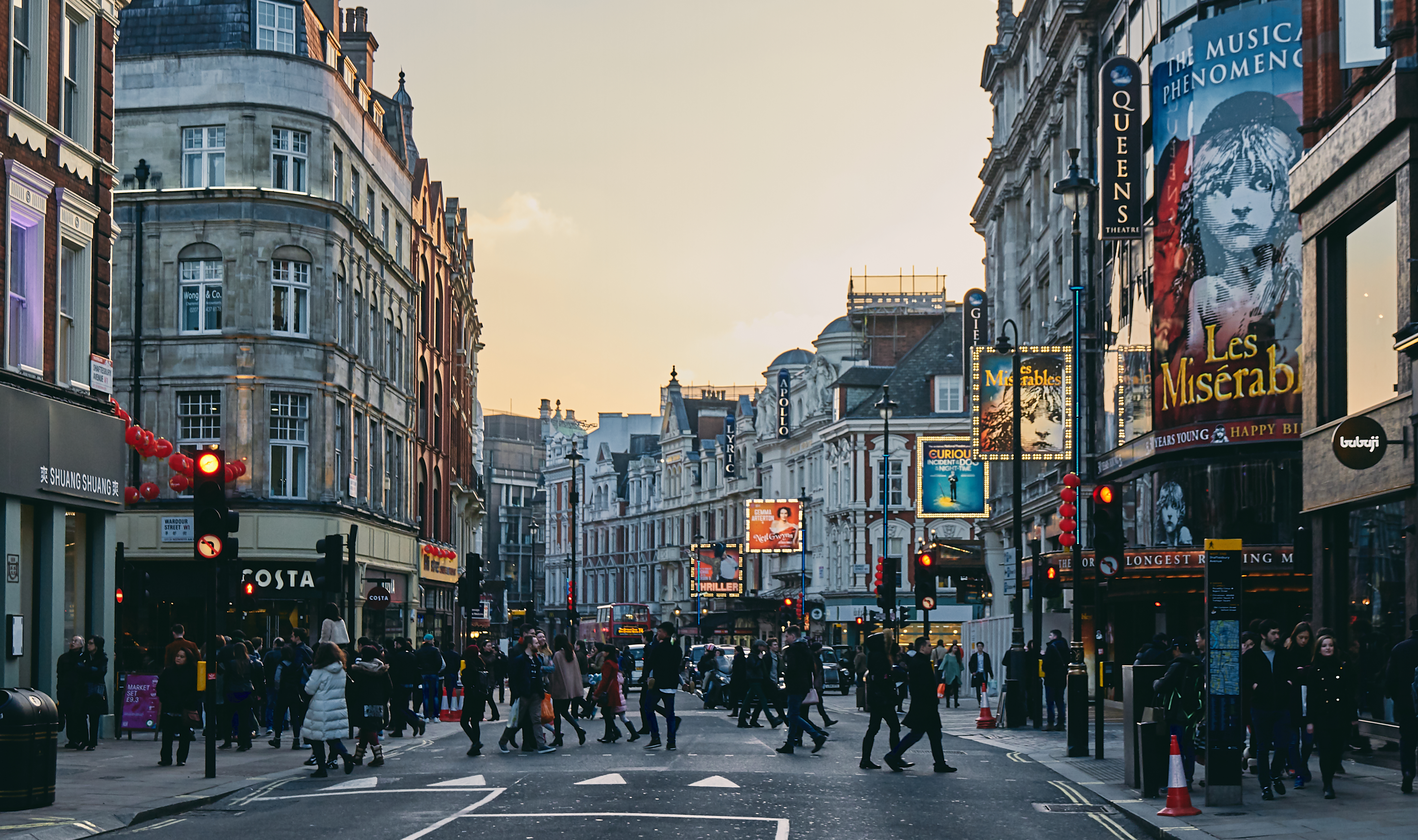

웨스트엔드 연극(West End theatre), 또한 흔히 말하는 웨스트엔드는 영국 런던에 위치하고 있는 연극공연을 뜻한다. 미국의 브로드웨이와 함께 '뮤지컬의 명소'라고 불리고 있다. 웨스트엔드 뮤지컬은 쇼를 중시하는 브로드웨이와는 달리, 음악을 중시하고 문학`철학적 주제를 다룬 작품이 많다.

## 특징
웨스트엔드에는 50여개 이상의 뮤지컬 전용극장이 있다. 〈캣츠〉,〈레미제라블〉, 〈오페라의 유령〉, 〈미스사이공〉 등의 세계 4대 뮤지컬이 이 곳에서 처음 발생하였다. 매년 4조원 이상의 티켓 매출을 창출하고 있다.

## 역사
영국은 뮤지컬이 처음 만들어진 곳이었지만, 그동안 미국 브로드웨이에 그 인기를 넘겨주었다. 하지만 1990년대 후반 작곡가 앤드루 로이드 웨버와 제작자 캐머런 매킨토시의 등장으로 그 주도권이 영국으로 다시 오게 되었다. 2010년 현재 연극 〈쥐덫〉, 〈맘마미아〉, 〈빌리 엘리어트〉 등이 상영되고 있다.